# 璃寛茶
璃寛茶（りかんちゃ・りくわんちや）は、江戸時代の流行色の1つ。暗い緑がかった茶色。
染色解説書である『手鑑模様節用』には藍媚茶（媚茶はオリーブグリーンに近い茶色）の別名とある。
文化・文政期に京阪で活躍した歌舞伎役者の2代目嵐吉三郎好みの色として、俳名の璃寛からとって名付けられた。
同時期に、同じく京阪で活躍した歌舞伎役者である3代目中村歌右衛門（俳名は芝翫）も芝翫茶という色名を残している。
2代目嵐吉三郎と3代目中村歌右衛門は当時、大阪の人気を二分した歌舞伎役者であり、小柄で声色や容姿は地味だが作劇の才能もあり、芸幅が広く抜群の演技力を誇った3代目歌右衛門が歌舞伎通に好まれたのに対して、2代目吉三郎は美男子として知られ、色男役で絶大な人気を博していた。
そのため、芝翫茶が壮年の通人に好まれたのに対して、璃寛茶は若者に人気があった。